# Amand Hubert
Amand Hubert est un missionnaire et prélat catholique français né le 19 juillet 1900 à Saint-Sulpice-des-Landes, où il est mort le 21 juillet 1980.

## Biographie
Neveu du père Jean-Marie Renou, de la Société des missions africaines, Amand Hubert est lui-même ordonné prêtre à Lyon pour la Société des missions africaines (SMA) en 1924 et est missionnaire dans différents régions d'Égypte (Tanta, Zagazig, etc).
Il est visiteur du delta du Nil en 1938.
Nommé curé de la basilique d'Héliopolis en 1946, il devient vicaire apostolique d'Héliopolis (en), évêque titulaire de Saïs (de), en 1959. Il est en parallèle nommé assistant au trône pontifical en 1974.
Il prend part aux sessions du concile Vatican II.
Démissionnaire en 1978, il se retire au carmel de Mataria en Égypte.
Il meurt en 1980.
Il est fait chevalier de la Légion d'honneur[Quand ?].